# 新潟県道24号栃尾山古志線
新潟県道24号栃尾山古志線（にいがたけんどう24ごう とちおやまこしせん）は、新潟県長岡市内を通る県道（主要地方道）である。

## 概要

### 路線データ
- 起点：新潟県長岡市栃尾宮沢字島田（国道290号・新潟県道19号見附栃尾線交点）
- 終点：新潟県長岡市山古志竹沢字下滝（国道291号交点）
- 実延長：21,021.2m[1]

## 歴史
- 1993年（平成5年）5月11日 - 建設省から、県道栃尾山古志線が栃尾山古志線として主要地方道に指定される[2]。

## 路線状況

### 重複区間
- 国道351号（長岡市栃尾宮沢字島田、起点 - 長岡市栃尾大野町4丁目）
- 新潟県道9号長岡栃尾巻線（長岡市栃尾大野町2丁目 - 北荷頃交差点）
- 新潟県道23号柏崎高浜堀之内線（長岡市山古志南平 - 長岡市山古志竹沢）

## 地理

### 通過する自治体
- 長岡市

### 交差する道路

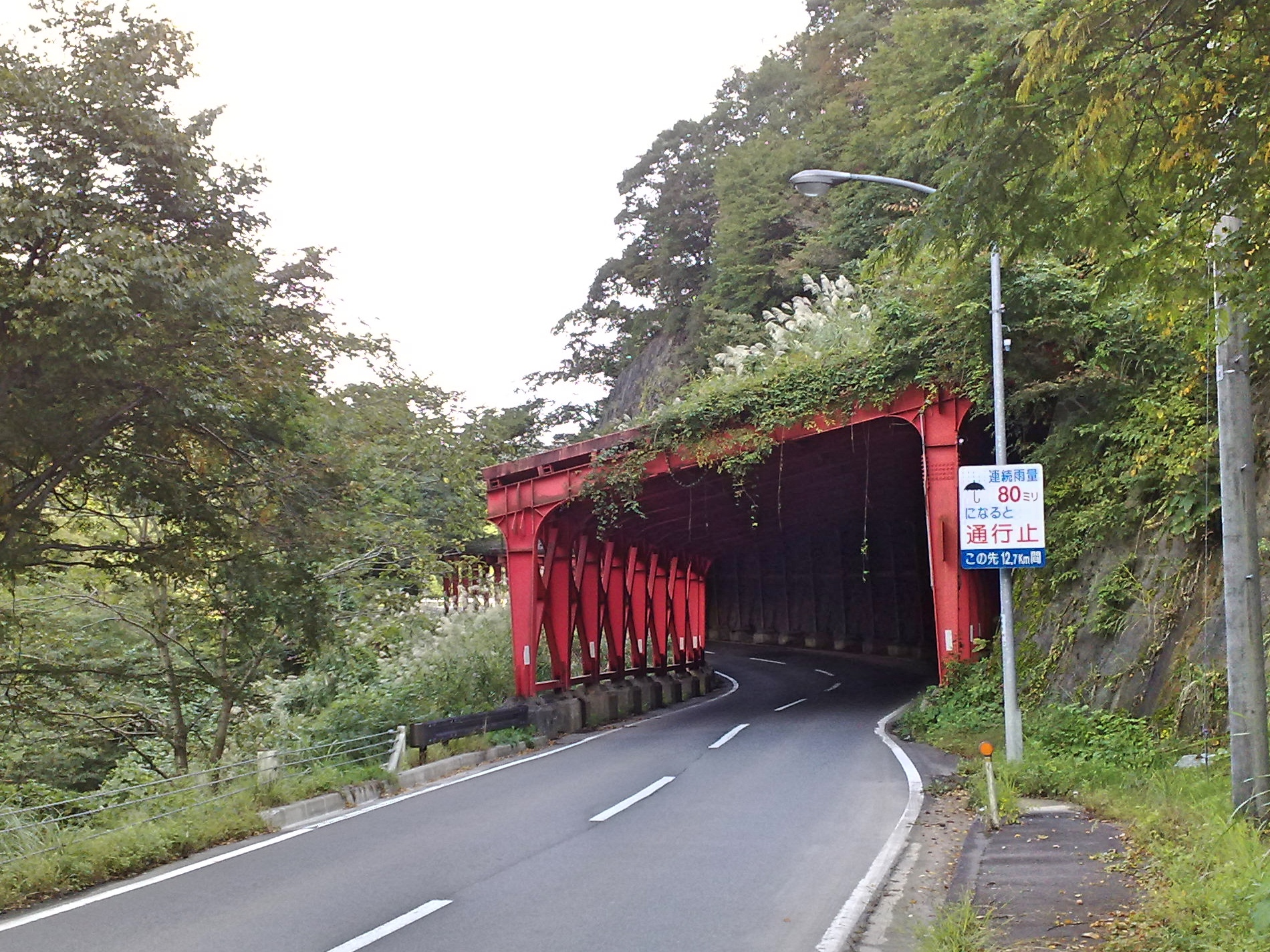
新潟県道24号栃尾山古志線上のロックシェッド

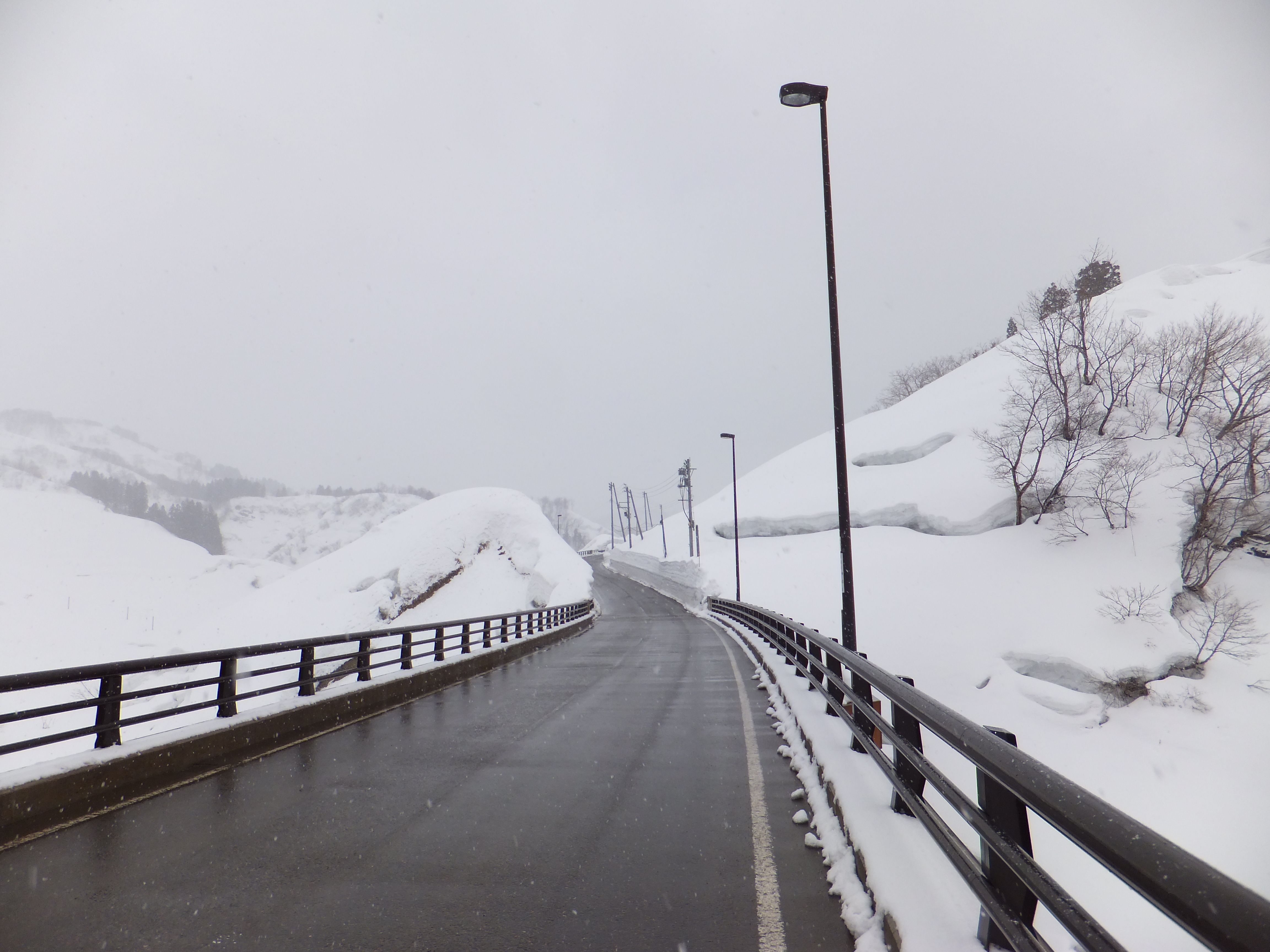
冬の新潟県道24号栃尾山古志線（新潟県長岡市山古志種苧原）

- 国道290号・新潟県道19号見附栃尾線（起点：長岡市栃尾宮沢字島田）
- 国道351号（長岡市栃尾宮沢字島田（起点） - 長岡市栃尾大野町4丁目で重複）
- 新潟県道9号長岡栃尾巻線（長岡市栃尾大野町2丁目 - 北荷頃交差点で重複）
- 新潟県道57号栃尾守門線（長岡市中字下村）
- 国道352号（長岡市山古志種苧原地内で重複）
- 新潟県道514号水沢新田種芋原線（長岡市山古志種芋原字中野）（国道352号重複区間内）
- 新潟県道23号柏崎高浜堀之内線（長岡市山古志南平 - 長岡市山古志竹沢で重複）
- 国道291号（終点：長岡市山古志竹沢字下滝）

### 周辺の施設など
- 長岡市消防本部 長岡消防署 山古志出張所
- 長岡市立秋葉中学校
- 長岡市立山古志中学校
- 長岡市立栃尾南小学校
- 荷頃郵便局
- 西谷郵便局
- 種苧原郵便局
- 竹沢郵便局
- 半蔵金簡易郵便局
- 道の駅R290とちお
- 杜々の森名水公園
- 古志高原スキー場